# Уряд Зураба Жванії
Уряд Зураба Жванії — грузинський уряд прем'єр-міністра Зураба Жванії, що діяв з 17 лютого 2004 року до 3 лютого 2005 року. До Кабінету міністрів увійшли прем'єр-міністр, 15 міністрів і 4 державних міністра. У новому складі уряду четверо жінок. Одна частина міністрів, які були призначені тимчасовим урядом після листопадової революції, зберегла посади в новому уряді. Президент Саакашвілі назвав новий уряд Грузії «наймолодшим, найпрофесійнішим та найпрогресивнішим урядом у Східній Європі».

## Кабінет міністрів
| Посада                                                           | Міністр             |
| ---------------------------------------------------------------- | ------------------- |
| Державний міністр з питань євроатлантичної інтеграції            | Тамар Беручашвілі   |
| Державний міністр з питань реінтеграції                          | Гурам Абсандзе      |
| Державний міністр з питань врегулювання конфліктів               | Гога Хаїндрава      |
| Державний міністр з питань розвитку середнього та малого бізнесу | Джамбул Бакурадзе   |
| Міністр фінансів                                                 | Зураб Ногаїделі     |
| Міністр закордонних справ                                        | Тедо Джапарідзе     |
| Міністр внутрішніх справ                                         | Георгій Барамідзе   |
| Міністр оборони                                                  | Гела Бежуашвілі     |
| Міністр освіти та науки                                          | Каха Ломая          |
| Міністр економіки та сталого розвитку                            | Іраклій Рехвіашвілі |
| Міністр сільського господарства                                  | Давид Шервашидзе    |
| Міністр юстиції                                                  | Георгія Папуашвілі  |
| Міністр інфраструктури                                           | Тамар Сулухія       |
| Міністр охорони навколишнього середовища та природних ресурсів   | Тамар Лебанідзе     |
| Міністр енергетики                                               | Ніколоз Гілаурі     |
| Міністр охорони здоров'я, праці та соціального захисту           | Гігі Церетелі       |
| Міністр у справах біженців та розселення                         | Етер Астемірова     |